# Liu Xiang (lettré)
Pour les articles homonymes, voir Liu Xiang.
Œuvres principales
- Neuf Lamentations (dans les Chants de Chu)

```
* 
Biographies de femmes exemplaires
```

Liu Xiang (chinois traditionnel 劉向, chinois simplifié 刘向, pinyin Liú Xiàng, Wade-Giles Liu Hsiang), né en 77 et mort en 6 av. J.-C., né Liu Gengsheng (劉更生), de prénom social Zizheng (子政), était un célèbre érudit confucéen de la dynastie Han. Il naquit à Peixian dans le Jiangsu.

## Biographie
Il est de la famille du fondateur de la dynastie des Han, Liu Bang, puisqu'il est l'arrière-petit-fils de son frère cadet, Liu Jiao. Son fils, Liu Xin, développa le système astronomique de la « Triple concordance ».
En 26 av. J.-C., il reçut de l'empereur Han Cheng di l'ordre de réorganiser la bibliothèque impériale, jusqu'alors négligée. Il fut aidé dans ce travail par Liu Xin, qui le termina après le décès de son père. Les Liu devinrent ainsi, dans l'histoire culturelle des Han, la famille la plus célèbre après Sima Tan et Sima Qian. On leur attribue la création des formes canoniques des classiques chinois, restée sans équivalent jusqu'à la découverte de Guodian en 1993.
Liu Xiang est le premier compilateur des Chants de Chu. Il y a fait figurer l'un de ses poèmes, les Neuf Lamentations, qui imite le Li sao de Qu Yuan. À l'instar de ce dernier, il s'y plaint de l'injustice et de la corruption du monde. Ce n'est toutefois pas sans sincérité, puisque Liu Xiang a connu un certain nombre de déboires : une expérience alchimique de fabrication d'or, destinée à s'attirer les faveurs de l'empereur Xuan, a coûté une fortune à sa famille sans résultats ; sous l'empereur Yuan, successeur de Xuan, l'opposition de Liu Xiang au pouvoir des eunuques lui vaut un court emprisonnement.
Liu compila le premier catalogue de la bibliothèque impériale et est à ce titre considéré comme le père de la bibliographie chinoise. Ses œuvres comprennent le Hongfan wuxinglun (Traité des cinq éléments de la Grande Règle), dans lequel il met en relation la politique et les présages et traite de la théorie des Cinq Éléments ; le Lienü zhuan (Biographies de femmes exemplaires) ; le Xinxu (新序, Préfaces nouvelles), le Shuoyuan (說苑, Jardin des anecdotes). Il fut le premier éditeur du Shan Hai Jing, achevé par son fils. Il rassembla de nombreux récits de l'antiquité dans le Zhan Guo Ce, et probablement le Liexian Zhuan (Biographies légendaires des Immortels taoïstes).